# Capitalis monumentalis

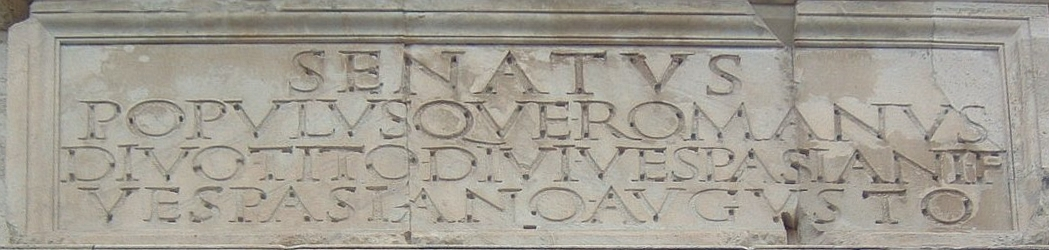
Inschrift im Titusbogen, entstanden um 81, in der Schriftart Capitalis monumentalis

Inschrift der Trajanssäule

Die Capitalis monumentalis ist eine römische Monumentalschrift der Antike. Sie wird auch nach ihrem primären Beschreibstoff als Lapidarschrift (von lat. lapis „Stein“) bezeichnet und ist eine reine Majuskelschrift, die sich zunächst bei der Gestaltung von Inschriften entwickelt hat.
Die Proportionen der Buchstaben der Capitalis monumentalis gehen von einem Quadrat aus. Die Buchstaben A, O, Q und V entsprechen exakt einem Quadrat (doch der lange Schwanz des Buchstabens Q reicht weit über das Quadrat, in der Tabula Claudiana aus Lyon sogar bis in das Quadrat des vierten nachfolgenden Buchstabens); die restlichen werden in einem bestimmten Verhältnis davon abgeleitet.
Die Schriftform der Buchschrift war die kanonisierte Kapitalis (Capitalis rustica), die zum ersten Mal im 1. nachchristlichen Jahrhundert in pompejianischen Werbeinschriften an Hauswänden auftaucht. Von der sogenannten Capitalis quadrata gibt es nur wenige Textzeugen aus dem 4. bis 6. Jahrhundert. Vermutlich wurde sie erst in der Spätantike angewendet.
In der Paläografie und der Epigrafik werden beide Schriftbegriffe nach ihrem Beschreibstoff unterschieden: Capitalis rustica wurde auf Papyrus in Schriftrollen und später auf Pergament in Codices verwendet, Capitalis monumentalis, Scriptura actuaria oder Scriptura monumentalis auf Stein, Metall etc.
Wie die Capitalis monumentalis kennt auch die Capitalis rustica nur Großbuchstaben und weder Wortabstände noch Silbentrennung. Zur Worttrennung wurden in der Spätantike kleine Trennpunkte eingesetzt.
Das wahrscheinlich bekannteste noch erhaltene Beispiel der Capitalis monumentalis, die besonders während der Renaissance als nachahmenswert empfunden wurde, stellt die Inschrift der Trajanssäule aus dem 2. Jahrhundert dar. Carol Twombly ließ sich von der Capitalis monumentalis zu ihrer Schriftart Adobe Trajan inspirieren.